# Liste des traditions vivantes du canton de Fribourg
La liste des traditions vivantes du canton de Fribourg est un inventaire des traditions locales et vivantes effectué par le canton de Fribourg, en Suisse.

## Histoire
Cette liste évolutive comprend, en 2012, environ 70 traditions locales réparties dans 5 domaines (expressions orales, arts du spectacle, pratiques sociales, nature et univers et artisanat traditionnel). Elle a été établie en 2009 sur demande de l'Office fédéral de la Culture afin de dresser l'inventaire du patrimoine culturel immatériel du pays dont la tenue est prescrite par la Convention de l'UNESCO pour la sauvegarde du patrimoine culturel immatériel. Sur les 69 traditions répertoriées, 19 ont été retenues par l'Office fédéral de la culture.

## Liste

### Traditions orales
- Le dialecte singinois
- Le Ranz des vaches
- Le théâtre en patois francoprovençal

### Arts du spectacle
- Les Céciliennes
- Le chant choral des Fribourgeois
- La musique de cuivres

### Pratiques sociales
- L'apéritif des rois
- La confrérie des Bastians
- La Bénichon
- Le carnaval de Morat
- Les chants du 1er mai
- La commémoration de tous les fidèles défunts
- La Corrida bulloise
- La course des charrettes à Charmey
- La course Morat-Fribourg
- La désalpe
- Les festivals fribourgeois
- La fête de Saint-Antoine à Brünisried
- La fête de Saint-Nicolas à Fribourg
- La Fête-Dieu en ville de Fribourg
- La Fête-Dieu dans les paroisses alémaniques
- La fête des vendanges du Vully
- La foire aux moutons
- Les foires et marchés
- La fondue fribourgeoise
- Les grottes de Lourdes
- La noble confrérie des pêcheurs
- Le pèlerinage de la maison de Marguerite Bays à La Pierraz
- Le pèlerinage de Notre-Dame de l'Epine (Berlens)
- Le pèlerinage de Notre-Dame des Marches (Broc)
- Les petits soldats du Mardi gras
- Le rallye de la Madone des centaures
- La ronde des Catherinettes à Estavayer-le-Lac
- La semaine sainte
- La Solennité à Morat
- Les Tambours des votations à Morat
- Le tir historique de Morat
- Le Valete (Collège St-Michel, Fribourg)

### Nature et univers
- Les croix sur les sommets
- La pratique du secret
- La saison d'alpage en Gruyère

### Artisanat traditionnel
- Les colliers de cloches en cuir brodé
- Les dentelles de la Gruyère
- Le patrimoine culinaire
- La Poya
- Le tavillonnage